# Josef Protschka
Josef Protschka (* 5. Februar 1944 in Prag) ist ein deutscher Opern-, Lied- und Oratoriensänger (Tenor) sowie Professor für Gesang. Er war von 2002 bis 2009 Rektor der Hochschule für Musik und Tanz Köln.

## Leben
Protschka wuchs im Rheinland auf. Im Alter von 12 Jahren sang er 1956 als Knabensopran die Vokalteile von Karlheinz Stockhausens elektronischer Komposition Gesang der Jünglinge. Ein Jahr zuvor hatte er bereits den Schüler in Weills Der Jasager im Rahmen einer Aufnahme des Werks für das US-Label MGM gesungen.
Zunächst studierte er Klassische Philologie, Philosophie und Germanistik und arbeitete als Journalist sowie in der Erwachsenenbildung. Schon bald widmete er sich aber ausschließlich seiner Sängerkarriere.
Erste Engagements als lyrischer, später als jugendlicher Tenor führten ihn an die Bühnen von Gießen und Saarbrücken, von wo er schließlich nach Köln wechselte. Er erlangte internationale Bekanntheit und debütierte bei den Salzburger Festspielen, an der Wiener Staatsoper, der Mailänder Scala, der Dresdner Semperoper, der Staatsoper Hamburg, im Zürcher Opernhaus, der Oper „La Monnaie“ in Brüssel, am Covent Garden in London sowie weiteren europäischen Häusern. Im Laufe der Jahre entstanden etwa 50 Platteneinspielungen sowie Fernseh- und Rundfunkproduktionen, Protschka errang internationale Preise.
Ende der 1990er Jahre wurde Protschka Hochschullehrer in Kopenhagen sowie in Köln und Aachen. Meisterkurse führten ihn in mehrere europäische Länder. 2002 wurde er zum Rektor der Hochschule für Musik Köln ernannt, ohne von seinen Lehrverpflichtungen freigestellt zu sein. Am 5. Februar 2009 wurde er feierlich verabschiedet.
Protschka gibt nach wie vor Liederabende und Konzerte, inszeniert, ist Jurymitglied internationaler Wettbewerbe und baut ein Studio für vokale Interpretation (SVI) auf.